# NGC 485
NGC 485 è una galassia a spirale situata nella costellazione dei Pesci a una distanza di circa 86 milioni di anni luce dalla Terra.
Fu scoperta l'8 gennaio 1828 da William Herschel. In seguito fu osservata da Heinrich d'Arrest e Herman Schultz.